# Abaporu
Abaporu (del tupí-guaraní aba / poru, "hombre que come") es un cuadro de pincel sobre tela de la pintora brasileña Tarsila do Amaral, pintado en 1928 como presente de cumpleaños del escritor Oswald de Andrade, su esposo en la época.
Hoy es la pintura brasileña más valorada, llegando a alcanzar un valor estimado de US$ 40 millones. Adquirida por el coleccionista argentino Eduardo Costantini en 1995, se encuentra expuesta en el Museo de Arte Latinoamericano de Buenos Aires (Malba).
La composición —un hombre, un sol y un cactus— inspiró a De Andrade al escribir y desarrollar el Manifiesto Antropófago, con la intención de "deglutir" la cultura europea y transformarla en algo bien brasileño.